# Padre Paraíso
Padre Paraíso is een gemeente in de Braziliaanse deelstaat Minas Gerais. De gemeente telt 18.891 inwoners (schatting 2009).

## Aangrenzende gemeenten
De gemeente grenst aan Araçuaí, Caraí en Ponto dos Volantes.